# Adolfo Cambridge, 1.º Marquês de Cambridge
Adolfo Cambridge, 1.º Marquês de Cambridge GCB, GCVO, CMG (13 de agosto de 1868 - 23 de outubro de 1927) era um membro da família real britânica, e irmão da rainha Maria do Reino Unido. Em 1900, ele sucedeu seu pai como Duque de Teck no Reino de Württemberg. Ele abandonou seus títulos alemães em 1917, para se tornar Marquês de Cambridge.

## Casamento
Em 12 de dezembro de 1894, ela casou com a Lady Margaret Evelyn Grosvenor (9 de abril de 1873 - 27 de março de 1929), a filha do primeiro Duque de Westminster. O casal teve 4 filhos:
- George de Teck, depois 2.º Marquês de Cambridge, (11 de outubro de 1895 - 16 de abril de 1981), casou em 1923, com Dorothy Hastings (18 de maio de 1899 - 1 de abril de 1988).
- Mary Somerset, Duquesa de Beaufort, mais tarde Lady Mary Cambridge (12 de junho 1897 - 23 de junho de 1987), casou em 1923, com Henry Somerset, 10º Duque de Beaufort (4 de abril de 1900 - 4 de fevereiro 1984)
- Helena Gibbs, mais tarde lady Helena Cambridge (23 de outubro de 1899 - 22 de dezembro 1969), casou em 1919, com o coronel John Evelyn Gibbs (22 de dezembro de 1879 - 11 de outubro de 1932)
- Frederick de Teck, mais tarde lorde Frederick Cambridge (23 de setembro de 1907 - 30 de maio de 1940)

## Títulos e estilos
- 13 de agosto de 1868 - 21 de janeiro de 1900: Sua Alteza Sereníssima o príncipe Adolfo of Teck
- 21 de janeiro de 1900 - 9 de junho de 1911: Sua Alteza Sereníssima o Duque de Teck, GCVO
- 9 de junho de 1911 - 14 de julho de 1917: Sua Alteza o Duque de Teck, GCB, GCVO
- 14 de julho de 1917 - 17 de julho de 1917: Sir Adolphus Cambridge, GCB, GCVO
- 17 de julho de 1917 - 23 de outubro de 1927: O Mais honorável o Marquês de Cambridge, GCB, GCVO, CMG